# Hans Jansen
Johannes Juliaan Gijsbert Jansen, detto Hans (Amsterdam, 17 novembre 1942 – Amsterdam, 5 maggio 2015), è stato uno scrittore e politico olandese.
È stato europarlamentare dal luglio 2014 alla morte, avvenuta nel maggio 2015 come membro del Partito per la Libertà. Inoltre è stato uno studioso dell'Islam, autore e linguista.

## Opere
- The Interpretation of the Koran in Modern Egypt, Leiden, Brill, 1974.
- The Neglected Duty: The Creed of Sadat’s Assassins and Islamic Resurgence in the Middle East, New York, Macmillan, 1986.
- The Dual Nature of Islamic Fundamentalism, London, Hurst & Company, 1997.